# Persone di nome Rafael
| Questa pagina contiene informazioni ricavate automaticamente dalle voci biografiche con l'ausilio del template Bio e di un bot. L'aggiornamento è periodico e automatico e ricostruisce completamente la pagina. Se manca una persona in questa lista, sei pregato di non aggiungerla, ma accertati piuttosto che la sua voce biografica contenga il template Bio e che i dati anagrafici siano correttamente compilati. Se il template Bio manca, inseriscilo tu stesso o, in alternativa, metti l'avviso {{tmp\|Bio}} che ne segnala la mancanza. Se i dati riportati sono sbagliati, correggi direttamente la voce biografica; le modifiche saranno visibili in questa lista entro pochi giorni. Per chiarimenti vedi il progetto antroponimi. La lista contiene solo le 389 persone che sono citate nell'enciclopedia e per le quali è stato implementato correttamente il template Bio. Pagina aggiornata al 22 lug 2025. |

Questa è una lista di persone presenti nell'enciclopedia che hanno il nome Rafael, suddivise per attività principale.

## Agenti segreti(1)
- Rafi Eitan, agente segreto, funzionario e politico israeliano (Ein Harod, n. 1926 - Tel Aviv, † 2019)

## Allenatori di calcio(12)
- Rafael Benítez, allenatore di calcio e ex calciatore spagnolo (Madrid, n. 1960)
- Rafael Dudamel, allenatore di calcio e ex calciatore venezuelano (San Felipe, n. 1973)
- Rafael Garza Gutiérrez, allenatore di calcio e calciatore messicano (n. 1896 - † 1974)
- Rafael Guanaes, allenatore di calcio e ex calciatore brasiliano (San Paolo, n. 1981)
- Rafael Iriondo, allenatore di calcio e calciatore spagnolo (Guernica, n. 1918 - † 2016)
- Rafael Latapia, allenatore di calcio e ex calciatore spagnolo (Saragozza, n. 1962)
- Rafael Márquez, allenatore di calcio e ex calciatore messicano (Zamora, n. 1979)
- Rafael Orlandi, allenatore di calcio argentino
- Rafael Puente Jr., allenatore di calcio e ex calciatore messicano (Città del Messico, n. 1979)
- Rafael Santana, allenatore di calcio e ex calciatore spagnolo (Santa Cruz de Tenerife, n. 1944)
- Rafael van der Vaart, allenatore di calcio, dirigente sportivo e ex calciatore olandese (Heemskerk, n. 1983)
- Martín Vázquez, allenatore di calcio e ex calciatore spagnolo (Madrid, n. 1965)

## Allenatori di calcio a 5(1)
- Rafael Teixeira, allenatore di calcio a 5 e ex giocatore di calcio a 5 brasiliano (São Mateus do Sul, n. 1983)

## Allenatori di pallavolo(1)
- Rafael Redwitz, allenatore di pallavolo e ex pallavolista brasiliano (Curitiba, n. 1980)

## Ammiragli(1)
- Rafael Rodríguez Arias, ammiraglio e politico spagnolo (San Fernando, n. 1823 - Madrid, † 1892)

## Architetti(3)
- Rafael Masó i Valentí, architetto spagnolo (Gerona, n. 1880 - Gerona, † 1935)
- Rafael Guastavino Moreno, architetto spagnolo (Valencia, n. 1842 - Asheville, † 1908)
- Rafael Viñoly, architetto uruguaiano (Montevideo, n. 1944 - New York, † 2023)

## Artisti(1)
- Rafael Y. Herman, artista israeliano (Be'er Sheva, n. 1974)

## Artisti marziali misti(3)
- Rafael Cavalcante, artista marziale misto brasiliano (Ilha Solteira, n. 1981)
- Rafael Natal, artista marziale misto brasiliano (Belo Horizonte, n. 1982)
- Rafael dos Anjos, artista marziale misto brasiliano (Niteroi, n. 1984)

## Astronomi(4)
- Rafael Carrasco Garrorena, astronomo spagnolo (Badajoz, n. 1901 - Badajoz, † 1981)
- Rafael Ferrando, astronomo spagnolo (n. 1966)
- Rafael Pacheco Hernandez, astronomo spagnolo (Madrid, n. 1954)
- Rafael Suvanto, astronomo finlandese († 1940)

## Attori(12)
- Rafael Alonso, attore e regista spagnolo (Madrid, n. 1920 - Madrid, † 1998)
- Rafael Bardem, attore spagnolo (Barcellona, n. 1889 - Madrid, † 1972)
- Rafael Luis Calvo, attore e doppiatore spagnolo (Madrid, n. 1911 - Barcellona, † 1988)
- Rafael Calvo Ruiz de Morales, attore e doppiatore spagnolo (Madrid, n. 1886 - Madrid, † 1966)
- Rafael Durán, attore spagnolo (Madrid, n. 1911 - Siviglia, † 1994)
- Rafael Ferrer, attore statunitense (Los Angeles, n. 1960)
- Rafael Navarro, attore spagnolo (Alicante, n. 1912 - Barcellona, † 1993)
- Rafael Rivelles, attore spagnolo (Valencia, n. 1897 - Madrid, † 1971)
- Hugo Silva, attore spagnolo (Madrid, n. 1977)
- Rafael L. Silva, attore brasiliano (Belo Horizonte, n. 1994)
- Rafael Spregelburd, attore, drammaturgo e regista teatrale argentino (Buenos Aires, n. 1970)
- Rafael de la Fuente, attore e cantante venezuelano (Caracas, n. 1986)

## Attori pornografici(1)
- Rafael Alencar, attore pornografico brasiliano (João Pessoa, n. 1978)

## Aviatori(1)
- Rafael del Pino, aviatore cubano (Pinar del Río, n. 1938)

## Avvocati(2)
- Rafael Addiego Bruno, avvocato e politico uruguaiano (Salto, n. 1923 - Montevideo, † 2014)
- Rafael Tello, avvocato, presbitero e teologo argentino (La Plata, n. 1917 - Luján, † 2002)

## Cantanti(2)
- Falete, cantante spagnolo (Siviglia, n. 1978)
- Rvfv, cantante e rapper spagnolo (Almería, n. 2001)

## Cantautori(1)
- Rafael Orozco Maestre, cantautore colombiano (Becerril, n. 1954 - Barranquilla, † 1992)

## Cardinali(1)
- Rafael Merry del Val, cardinale, arcivescovo cattolico e diplomatico spagnolo (Londra, n. 1865 - Roma, † 1930)

## Cavalieri(1)
- Rafael Soto, cavaliere spagnolo (Jerez de la Frontera, n. 1957)

## Cestisti(28)
- Rafael Addison, ex cestista statunitense (Jersey City, n. 1964)
- Rafael Barretto, cestista filippino (Manila, n. 1931 - Melbourne, † 1999)
- Rafael Cañizares, ex cestista cubano (Matanzas, n. 1950)
- Rafael González Adrio, cestista e medico spagnolo (Pontevedra, n. 1935 - † 2015)
- Rafael Guevara, ex cestista venezuelano (Caracas, n. 1979)
- Rafael Hechanova, cestista filippino (Jaro, n. 1928 - Jaro, † 2021)
- Rafael Heredia, cestista messicano (Città del Messico, n. 1937 - Città del Messico, † 2021)
- Rafael Hernández, ex cestista portoricano (n. 1964)
- Rafael Estevão Hettsheimeir, cestista brasiliano (Araçatuba, n. 1986)
- Rafa Huertas, cestista spagnolo (Malaga, n. 1984)
- Rafael Jofresa, ex cestista spagnolo (Barcellona, n. 1966)
- Rafael Lledó, cestista argentino (Santiago del Estero, n. 1922 - † 1991)
- Rafael Martín, cestista spagnolo (El Salvador, n. 1914 - Panama, † 2010)
- Rafael Martínez, ex cestista spagnolo (Santpedor, n. 1982)
- Rafi Menco, cestista israeliano (Gerusalemme, n. 1994)
- Rafael Ferreira de Souza, cestista brasiliano (Uberaba, n. 1988)
- Rafael Novas, ex cestista dominicano (n. 1972)
- Rafael Palomar, ex cestista messicano (Ciudad Juárez, n. 1951)
- Rafael Pérez, cestista venezuelano (Valencia, n. 1982)
- Rafael Freire Luz, cestista brasiliano (Araçatuba, n. 1992)
- Rafael Ruano, cestista spagnolo (Costa Rica)
- Rafael Rullán, cestista spagnolo (Palma di Maiorca, n. 1952 - Madrid, † 2025)
- Rafael Salamovich, cestista cileno (Santiago del Cile, n. 1915 - Santiago del Cile, † 2006)
- Rafael Valle, cestista portoricano (San Juan, n. 1938 - † 2024)
- Rafa Vecina, ex cestista spagnolo (Badalona, n. 1964)
- Rafael Vega, ex cestista spagnolo (Madrid, n. 1971)
- Rafael Vidaurreta, ex cestista spagnolo (Madrid, n. 1977)
- Rafael Paulo de Lara Araújo, ex cestista brasiliano (Curitiba, n. 1980)

## Ciclisti su strada(8)
- Rafael Acevedo, ex ciclista su strada colombiano (Sogamoso, n. 1957)
- Rafael Andriato, ex ciclista su strada brasiliano (San Paolo, n. 1987)
- Rafael Díaz Justo, ex ciclista su strada spagnolo (Gerindote, n. 1972)
- Rafael Mateos, ex ciclista su strada spagnolo (n. 1976)
- Rafael Antonio Niño, ex ciclista su strada e dirigente sportivo colombiano (Cucaita, n. 1949)
- Rafael' Nuritdinov, ex ciclista su strada uzbeko (Fergana, n. 1977)
- Rafael Ramos Pérez, ciclista su strada spagnolo (Nerva, n. 1911 - Carcassonne, † 1985)
- Rafael Reis, ciclista su strada portoghese (Setúbal, n. 1992)

## Circensi(1)
- Chocolat, circense francese (L'Avana - Bordeaux, † 1917)

## Clavicembalisti(1)
- Rafael Puyana, clavicembalista colombiano (Bogotà, n. 1931 - Parigi, † 2013)

## Comici(1)
- Rafinha Bastos, comico e attore brasiliano (Porto Alegre, n. 1976)

## Compositori(5)
- Rafael Adame, compositore, chitarrista e violoncellista messicano (Jalisco, n. 1905 - † 1963)
- Rafael Hernández Marín, compositore portoricano (Aguadilla, n. 1892 - San Juan, † 1965)
- Rafael Kubelík, compositore e direttore d'orchestra ceco (Býchory, n. 1914 - Kastanienbaum, † 1996)
- Rafael Ortiz, compositore e chitarrista cubano (Cienfuegos, n. 1908 - L'Avana, † 1994)
- Rafael Schächter, compositore, pianista e direttore d'orchestra cecoslovacco (Brăila, n. 1905 - Auschwitz, † 1945)

## Criminali(1)
- Rafael Caro Quintero, criminale messicano (Badiraguato, n. 1952)

## Critici d'arte(1)
- Rafael Squirru, critico d'arte, saggista e poeta argentino (Buenos Aires, n. 1925 - Buenos Aires, † 2016)

## Direttori d'orchestra(1)
- Rafael Frühbeck de Burgos, direttore d'orchestra e compositore spagnolo (Burgos, n. 1933 - Pamplona, † 2014)

## Dirigenti sportivi(4)
- Rafael Aragón Cabrera, dirigente sportivo argentino (n. 1911 - † 1995)
- Rafael Bracalli, dirigente sportivo e ex calciatore brasiliano (Santos, n. 1981)
- Rafael Casero, dirigente sportivo e ex ciclista su strada spagnolo (Valencia, n. 1976)
- Rafael Valls, dirigente sportivo e ex ciclista su strada spagnolo (Cocentaina, n. 1987)

## Doppiatori(1)
- Tony Oliver, doppiatore portoricano (San Juan, n. 1958)

## Esploratori(1)
- Rafael Perestrello, esploratore portoghese

## Fisici(1)
- Rafael Ghazaryan, fisico e politico armeno (Armavir, n. 1924 - Erevan, † 2007)

## Fumettisti(1)
- Rafael Grampá, fumettista brasiliano (Pelotas, n. 1978)

## Funzionari(1)
- Rafael Grossi, funzionario e diplomatico argentino (Buenos Aires, n. 1961)

## Generali(2)
- Rafael Eitan, generale e politico israeliano (Tel Adashim, n. 1929 - Ashdod, † 2004)
- Rafael del Riego, generale e politico spagnolo (Tuña, n. 1784 - Madrid, † 1823)

## Ginnasti(1)
- Rafael Martínez, ex ginnasta spagnolo (Madrid, n. 1983)

## Giocatori di baseball(3)
- Rafael Devers, giocatore di baseball dominicano (Sánchez, n. 1996)
- Rafael Furcal, ex giocatore di baseball dominicano (Loma de Cabrera, n. 1977)
- Rafael Montero, giocatore di baseball dominicano (Higuerito, n. 1990)

## Giocatori di calcio a 5(18)
- Papú, giocatore di calcio a 5 brasiliano (Porto Alegre, n. 1986)
- Rafael Durán, ex giocatore di calcio a 5 spagnolo (n. 1960)
- Rafael Fernández Pérez, ex giocatore di calcio a 5 spagnolo (Valencia, n. 1980)
- Rafael García Aguilera, giocatore di calcio a 5 spagnolo (Cordova, n. 1990)
- Rafael Paulo Glaeser, giocatore di calcio a 5 brasiliano (Caxias do Sul, n. 1982)
- Rafael Henmi, giocatore di calcio a 5 brasiliano (Shizuoka, n. 1992)
- Rafael Lira, giocatore di calcio a 5 brasiliano (Recife, n. 1982)
- Rafael López, giocatore di calcio a 5 spagnolo (Cordova, n. 1989)
- Rafael Morillo, giocatore di calcio a 5 venezuelano (Santa Teresa del Tuy, n. 1992)
- Rafael Rato, giocatore di calcio a 5 brasiliano (Recife, n. 1983)
- Rafael Rizzi, giocatore di calcio a 5 brasiliano (Lajeado, n. 1993)
- Rafael Sanna, giocatore di calcio a 5 brasiliano (Belo Horizonte, n. 1987)
- Rafael Santos, giocatore di calcio a 5 brasiliano (São Bernardo do Campo, n. 1990)
- Rafael Torres, ex giocatore di calcio a 5 spagnolo (Malaga, n. 1956)
- Rafael Tosta, giocatore di calcio a 5 brasiliano (San Paolo, n. 1985)
- Rafael Usín, giocatore di calcio a 5 spagnolo (Madrid, n. 1987)
- Rafael Vilela, giocatore di calcio a 5 brasiliano (n. 1993)
- Rafael de Souza Novaes, giocatore di calcio a 5 brasiliano (San Paolo, n. 1988)

## Giocatori di football americano(2)
- Rafael Belici, giocatore di football americano austriaco (Lenzing)
- Rafael Menezes, giocatore di football americano e allenatore di football americano brasiliano

## Giornalisti(2)
- Rafael Bolívar Coronado, giornalista e poeta venezuelano (Villa de Cura, n. 1884 - Barcellona, † 1924)
- Rafael Heliodoro Valle, giornalista, diplomatico e storico honduregno (Tegucigalpa, n. 1891 - Città del Messico, † 1959)

## Hockeisti su prato(1)
- Rafael Egusquiza, hockeista su prato spagnolo (Bilbao, n. 1935 - Getxo, † 2017)

## Imprenditori(1)
- Rafael González Iglesias, imprenditore e avvocato spagnolo (La Coruña, n. 1900 - Madrid, † 1951)

## Judoka(1)
- Rafael Silva, judoka brasiliano (Aquidauana, n. 1987)

## Karateka(1)
- Rafael Ağayev, karateka azero (Sumqayıt, n. 1985)

## Matematici(1)
- Rafael Bombelli, matematico e ingegnere italiano (Bologna, n. 1526 - Roma, † 1572)

## Militari(4)
- Rafael Franco, militare e politico paraguaiano (Asunción, n. 1896 - Asunción, † 1973)
- Rafael de Nogales Méndez, militare, avventuriero e scrittore venezuelano (San Cristóbal, n. 1879 - Panama, † 1936)
- Rafael Tristany, militare spagnolo (Ardèvol, n. 1814 - Lourdes, † 1899)
- Rafael Urdaneta, militare e politico venezuelano (Maracaibo, n. 1788 - Parigi, † 1845)

## Modelli(1)
- Rafael Verga, modello brasiliano (Florianópolis, n. 1981)

## Musicisti(1)
- Rafael Anton Irisarri, musicista statunitense (Seattle)

## Nuotatori(2)
- Rafael Muñoz Pérez, ex nuotatore spagnolo (Cordova, n. 1988)
- Rafael Vidal, nuotatore e commentatore televisivo venezuelano (Caracas, n. 1964 - Caracas, † 2005)

## Ostacolisti(1)
- Rafael Pereira, ostacolista brasiliano (Contagem, n. 1997)

## Pallamanisti(1)
- Rafael Guijosa, ex pallamanista e allenatore di pallamano spagnolo (Alcalá de Henares, n. 1969)

## Pallanuotisti(1)
- Rafael Jiménez, pallanuotista spagnolo (Barcellona, n. 1911 - Barcellona, † 1984)

## Pallavolisti(3)
- Rafael Burgos, pallavolista dominicano (Indianapolis, n. 1995)
- Rafael Cruz, pallavolista portoricano (Humacao, n. 1997)
- Rafael Pascual, ex pallavolista spagnolo (Madrid, n. 1970)

## Patriarchi cattolici(1)
- Rafael I Bidawid, patriarca cattolico iracheno (Mosul, n. 1922 - Beirut, † 2003)

## Pianisti(1)
- Rafał Łuszczewski, pianista polacco (Opole, n. 1979)

## Piloti automobilistici(2)
- Rafael Câmara, pilota automobilistico brasiliano (Recife, n. 2005)
- Rafael Villagómez, pilota automobilistico messicano (León, n. 2001)

## Pittori(3)
- Rafael Barradas, pittore uruguaiano (Montevideo, n. 1890 - Montevideo, † 1929)
- Rafael Romero de Torres, pittore e illustratore spagnolo (Cordova, n. 1865 - Cordova, † 1898)
- Rafael Zabaleta, pittore spagnolo (Quesada, n. 1907 - Quesada, † 1960)

## Poeti(6)
- Rafael Alberti, poeta spagnolo (El Puerto de Santa María, n. 1902 - Cadice, † 1999)
- Rafael María Baralt y Montúfar, poeta, storico e filologo venezuelano (Maracaibo, n. 1810 - Madrid, † 1860)
- Rafael Cadenas, poeta e traduttore venezuelano (Barquisimeto, n. 1930)
- Rafael Guillén, poeta spagnolo (Granada, n. 1933 - Granada, † 2023)
- Rafael Landívar, poeta e gesuita guatemalteco (Antigua Guatemala, n. 1731 - Bologna, † 1793)
- Rafael Pombo, poeta, scrittore e linguista colombiano (Bogotà, n. 1833 - Bogotà, † 1912)

## Politici(21)
- Rafael Bielsa, politico e avvocato argentino (Rosario, n. 1953)
- Rafael Caldera, politico venezuelano (San Felipe, n. 1916 - Caracas, † 2009)
- Rafael Ángel Calderón Fournier, politico costaricano (Diriamba, n. 1949)
- Rafael Ángel Calderón Guardia, politico costaricano (San José, n. 1900 - San José, † 1970)
- Rafael Leonardo Callejas, politico honduregno (Tegucigalpa, n. 1943 - Atlanta, † 2020)
- Rafael Correa, politico e economista ecuadoriano (Guayaquil, n. 1963)
- Rafael Díaz-Balart, politico cubano (Banes, n. 1926 - Key Biscayne, † 2005)
- Rafael Edri, politico israeliano (Casablanca, n. 1937 - Gerusalemme, † 2024)
- Rafael Erich, politico finlandese (Turku, n. 1879 - Helsinki, † 1946)
- Rafael Hernández Colón, politico portoricano (Ponce, n. 1936 - San Juan, † 2019)
- Rafael Mariano, politico e attivista filippino (Aliaga, n. 1956)
- Rafael Maroto, politico spagnolo (Lorca, n. 1783 - Valparaíso, † 1853)
- Rafael Mayoral, politico, avvocato e attivista spagnolo (Madrid, n. 1974)
- Hipólito Mejía, politico e imprenditore dominicano (Gurabo, n. 1941)
- Rafael Núñez, politico colombiano (Cartagena, n. 1825 - Cartagena, † 1894)
- Rafael Reyes, politico e generale colombiano (Santa Rosa de Viterbo, n. 1849 - Bogotà, † 1921)
- Rafael Roncagliolo, politico, sociologo e diplomatico peruviano (Lima, n. 1944 - † 2021)
- Rafael Sánchez-Guerra, politico e giornalista spagnolo (Madrid, n. 1897 - Villava, † 1964)
- Rafael de Sobremonte, politico spagnolo (Siviglia, n. 1745 - Cadice, † 1827)
- Rafael Sánchez Tapia, politico e militare messicano (Aguililla, n. 1887 - Città del Messico, † 1946)
- Rafael Leónidas Trujillo, politico e generale dominicano (San Cristóbal, n. 1891 - Santo Domingo, † 1961)

## Presbiteri(1)
- Rafael d'Ossery, presbitero tedesco (Aquisgrana, n. 1736 - Stoccarda, † 1808)

## Pugili(4)
- Rafael Herrera, ex pugile messicano (Degollado, n. 1945)
- Rafael Limón, ex pugile messicano (Tlaxco, n. 1954)
- Rafael Lozano, ex pugile spagnolo (Cordova, n. 1970)
- Rafael Márquez, ex pugile messicano (Città del Messico, n. 1975)

## Rapper(1)
- De La Ghetto, rapper e cantante statunitense (New York, n. 1984)

## Registi(3)
- Rafael Gil, regista e sceneggiatore spagnolo (Madrid, n. 1913 - Madrid, † 1986)
- Rafael Portillo, regista cinematografico e sceneggiatore messicano (Città del Messico, n. 1916 - Città del Messico, † 1995)
- Rafael Romero Marchent, regista, attore e sceneggiatore spagnolo (Madrid, n. 1926 - Madrid, † 2020)

## Religiosi(2)
- Rafael Arnaiz Barón, religioso spagnolo (Burgos, n. 1911 - Dueñas, † 1938)
- Rafael Bluteau, religioso e lessicografo francese (Londra, n. 1638 - Lisbona, † 1734)

## Rugbisti a 15(1)
- Rafael Madero, ex rugbista a 15 e allenatore di rugby a 15 argentino (Buenos Aires, n. 1958)

## Scacchisti(1)
- Rafael Leitão, scacchista brasiliano (São Luís, n. 1979)

## Sceneggiatori(1)
- Rafael Azcona, sceneggiatore spagnolo (Logroño, n. 1926 - Madrid, † 2008)

## Schermidori(3)
- Rafael González, schermidore argentino (Chascomús, n. 1920 - † 2007)
- Rafael Nickel, ex schermidore tedesco (Amburgo, n. 1958)
- Rafael Suárez, schermidore venezuelano (n. 1972)

## Sciatori nautici(1)
- Rafael de Osma, sciatore nautico peruviano (n. 1997)

## Scrittori(11)
- Rafael Ábalos, scrittore e avvocato spagnolo (Archidona, n. 1956)
- Rafael Arévalo Martínez, scrittore guatemalteco (Quetzaltenango, n. 1884 - Città del Guatemala, † 1975)
- Rafael Cansinos Assens, scrittore, poeta e critico letterario spagnolo (Siviglia, n. 1882 - Madrid, † 1964)
- Rafael Chirbes, scrittore e critico letterario spagnolo (Tavernes de la Valldigna, n. 1949 - Tavernes de la Valldigna, † 2015)
- Rafael Hertzberg, scrittore, traduttore e storico finlandese (Turku, n. 1845 - Helsinki, † 1896)
- Rafael Horzon, scrittore e inventore tedesco (Amburgo, n. 1968)
- Rafael Obligado, scrittore argentino (Buenos Aires, n. 1851 - Mendoza, † 1920)
- Rafael Sabatini, scrittore italiano (Jesi, n. 1875 - Adelboden, † 1950)
- Rafael Sánchez Ferlosio, scrittore, saggista e linguista spagnolo (Roma, n. 1927 - Madrid, † 2019)
- Rafael Sánchez Mazas, scrittore e politico spagnolo (Madrid, n. 1894 - Madrid, † 1966)
- Rafael Yglesias, scrittore e sceneggiatore statunitense (New York, n. 1954)

## Storici(1)
- Rafael Altamira y Crevea, storico spagnolo (Alicante, n. 1866 - Città del Messico, † 1951)

## Taekwondoka(1)
- Rafael Alba, taekwondoka cubano (Santiago di Cuba, n. 1993)

## Tennisti(3)
- Rafael Matos, tennista brasiliano (Porto Alegre, n. 1996)
- Rafael Nadal, ex tennista spagnolo (Manacor, n. 1986)
- Rafael Osuna, tennista messicano (Città del Messico, n. 1938 - Sierra Madre Orientale, † 1969)

## Toreri(2)
- Rafael Gómez Ortega, torero spagnolo (Madrid, n. 1882 - Siviglia, † 1960)
- Rafael Vega de los Reyes, torero spagnolo (Siviglia, n. 1915 - Belinchón, † 1969)

## Trombettisti(1)
- Rafael Méndez, trombettista messicano (n. 1906 - † 1981)

## Tuffatori(1)
- Rafael Quintero, tuffatore portoricano (n. 1994)

## Velisti(1)
- Rafael Trujillo, velista spagnolo (La Línea de la Concepción, n. 1975)

## Vescovi cattolici(7)
- Rafael Bellido Caro, vescovo cattolico spagnolo (Arcos de la Frontera, n. 1924 - Siviglia, † 2004)
- Rafael González Moralejo, vescovo cattolico spagnolo (Valencia, n. 1918 - Huelva, † 2004)
- Rafael Guízar Valencia, vescovo cattolico e santo messicano (Cotija, n. 1878 - Città del Messico, † 1938)
- Rafael Palmero Ramos, vescovo cattolico spagnolo (Morales del Rey, n. 1936 - Alicante, † 2021)
- Rafael Eleuterio Rey, vescovo cattolico argentino (Maipú, n. 1933 - Mendoza, † 2024)
- Rafael Valdivieso Miranda, vescovo cattolico panamense (David, n. 1968)
- Rafael Zornoza Boy, vescovo cattolico spagnolo (Madrid, n. 1949)